# Stern Mór
Stern Mór (Szatmárnémeti, 1883. július 3. – Auschwitz, 1944) erdélyi magyar jogász, újságíró, a holokauszt áldozata.

## Életútja, munkássága
Jogot végzett és Szatmárnémetiben volt ügyvéd. A két világháború közt munkatársa volt a Zsidó Jövő című lapnak. 1944-ben deportálták, az auschwitzi haláltáborban ölték meg.

## Kötetei
- Szatmári zsidók útja. Történeti tanulmány a szatmári zsidó község múltjából (Szatmárnémeti 1931);
- Ájtatos órák. Imakönyv zsidó nők és férfiak számára (Budapest, 1934);
- Mózes. Bibliai színmű (Szatmárnémeti 1940);
- A háborús államadóssági kötvények valorizálásáról (Budapest, 1941).